# Holmes et Watson
Pour plus de détails, voir Fiche technique et Distribution.
Holmes et Watson (Holmes and Watson) est une comédie américaine écrite et réalisée par Etan Cohen, sortie en 2018. Il s'agit d'une adaptation des aventures de Sherlock Holmes et John Watson avec une pointe humoristique.

## Synopsis
Le docteur Watson revient à Londres après avoir pris part à la guerre d'Afghanistan. Brisé par le conflit, il souhaite mettre fin à ses jours en sautant d'un toit. En contrebas, Sherlock Holmes, qui cultive un potager et ne souhaite pas que ses cultures soient endommagées, incite Watson à choisir un autre endroit pour sauter. Watson glisse toutefois accidentellement et tombe sur une courge géante qui amortit sa chute. De là naît l'amitié entre Holmes et Watson.
Les journaux annoncent peu après l'ouverture du cabinet de détective de Sherlock Holmes ainsi que l'arrestation, par Scotland Yard, du grand criminel James Moriarty. Au procès de celui-ci, aucun témoin n'est en mesure de comparaître du fait que chacun d'eux a été assassiné. En leur absence, le criminel risque d'être relâché. Au 221B Baker Street, Holmes s'entraîne pour comparaître devant les juges pour livrer son analyse sur l'affaire Moriarty. La jeune domestique, miss Hudson, apporte un colis arrivé au nom du détective. Holmes comprend qu'il s'agit d'un piège de Moriarty mais il est trop tard : Watson a ouvert le colis, relâchant un moustique venimeux que Holmes parvient néanmoins à écraser à l'aide d'une batte de baseball. Arrivant in extremis au procès de Moriarty, Holmes explique que l'accusé présent dans la salle n'est pas Moriarty mais un sosie, Jacob Musgrave. Holmes explique en effet avoir relevé les empreintes digitales de l'accusé à de trop nombreuses reprises sur une scène de crime pour qu'il puisse s'agir d'une négligence de Moriarty. Selon Holmes, Musgrave serait un simple complice prêt à se sacrifier tandis que Moriarty aurait fui en Amérique. L'accusé est libéré. L'inspecteur Lestrade accuse Holmes d'une grave erreur de jugement.

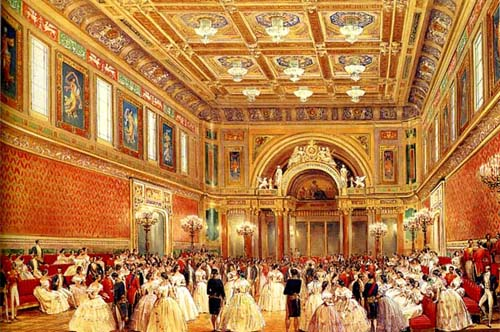
Holmes se rend au palais de Buckingham où une surprise-partie a été organisée par Watson en compagnie de la Reine.

De retour au 221B Baker Street, Watson chasse miss Hudson de sa chambre où elle se trouvait en compagnie de Mark Twain, puis apporte à Holmes une lettre de la reine requérant ses services au palais de Buckingham. Sur place, la réception de la reine s'avère être une surprise-partie organisée par Watson pour l'anniversaire de Sherlock Holmes. Un gâteau géant est amené : à la surprise générale, celui-ci contient un cadavre accompagné d'une note de Moriarty. Le criminel met au défi Holmes de l'arrêter d'ici quatre jours, sans quoi la reine sera assassinée. Lestrade, présent à la surprise-partie, explique que le cadavre est celui de Jimmy Gruber, l'un des témoins qui aurait dû comparaître au procès de Moriarty. Holmes s'obstine néanmoins à considérer que Moriarty est en Amérique et que le message a été écrit par une autre personne. La reine demande au détective de mener à bien cette enquête.
Holmes et Watson commencent par se rendre à la morgue. Sur place, les deux hommes rencontrent le Dr Grace Hart, américaine de nationalité, ainsi que son assistante Millicent. L'autopsie du corps de Jimmy Gruber est réalisée par Grace Hart et Watson, qui se découvrent à cette occasion des sentiments réciproques. Holmes reste pour sa part avec Millicent qu'il trouve charmante malgré son comportement étrange. Lestrade arrive à son tour et affirme qu'aucune personne du nom de Moriarty n'a quitté l'Angleterre pour l'Amérique. Holmes ne démord pas de sa conviction, considérant que le criminel a dû voyager sous un faux nom.
Le lendemain, après avoir étudié le rapport de Watson, Holmes considère que Jimmy Gruber a été tué par l'encre d'un tatouage qu'il portait à l'épaule. Le détective teste la même substance sur Watson, puis lui fournit un antidote après avoir noté l'ensemble des symptômes ressentis par le docteur au bord de l'agonie. Les deux hommes se rendent alors dans l'East End et écument les bars à la recherche d'un tatoueur du nom de Klinger, que Holmes pense être l'auteur du tatouage mortel. En état d'ébriété, Holmes et Watson envoient le soir un télégramme grivois au Dr Hart accompagné d'une photographie des parties génitales de Watson. Après une nuit difficile, les deux hommes parviennent à retrouver Klinger dans un gymnase de boxe en compagnie de Jacob Musgrave dont on ignore toujours s'il s'agit, ou non, de Moriarty. Klinger et Musgrave prennent au piège les deux nouveaux venus et les obligent à affronter sur le ring un colosse peu avenant. Holmes et Watson remportent néanmoins le combat de manière inattendue grâce à la hargne de Watson tandis que les calculs de Holmes pour détourner l'attention de leur adversaire et prévoir ses réactions s'avèrent inopérants. Les deux hommes se retournent alors vers Klinger mais celui-ci se fait poignarder par Jacob Musgrave qui tente de s'enfuir. Watson parvient néanmoins à récupérer le poignard et à le lancer sur Musgrave qui tombe à terre. Holmes rejoint le fuyard blessé et prouve qu'il ne s'agit pas de Moriarty, mais bien de Jacob Musgrave. Celui-ci explique qu'il agit sur des instructions manuscrites laissées par un inconnu, et remet à Holmes un mystérieux morceau de charbon avant de décéder.

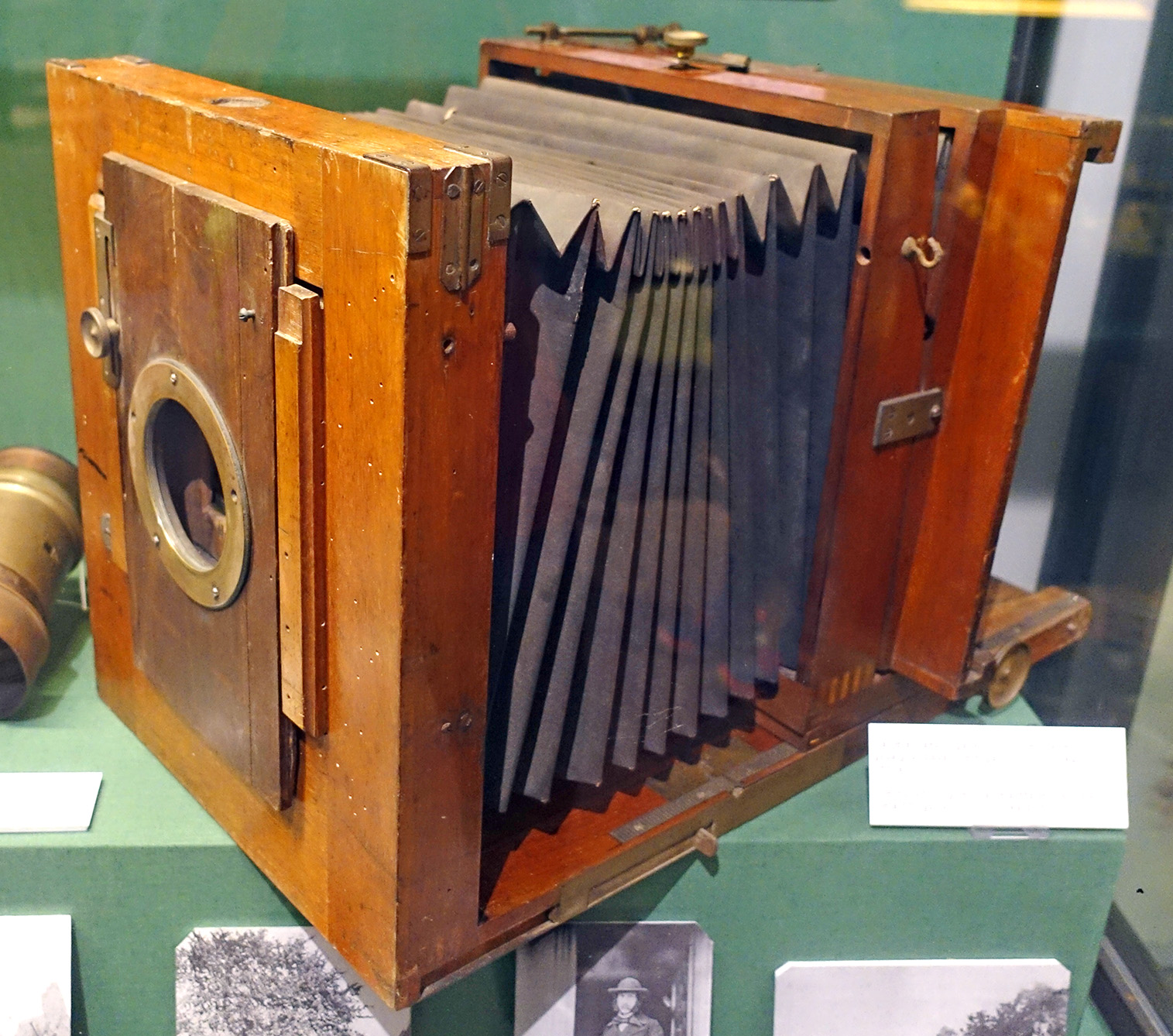
Watson assomme la reine avec un appareil photo d'époque en voulant réaliser un selfie.

Il ne reste désormais plus que deux jours avant que le criminel mette son ultimatum à exécution. Holmes, dont l'esprit est troublé par Millicent, ne parvient pas à comprendre l'utilité du charbon qui lui a été remis. L'idée lui vient alors que le docteur Hart, américaine de nationalité, pourrait être une complice de Moriarty puisque celui-ci a fui sur le même continent. Miss Hudson est de nouveau chassée de la chambre de Watson où elle était occupée avec Albert Einstein et Harry Houdini lorsque soudainement la Reine fait son entrée au 221B Baker Street. Holmes tente de rassurer cette dernière sur l'avancée de son enquête mais n'y parvient guère. Watson, ravi de la visite de la reine, décide de faire un selfie avec un appareil d'époque, mais assomme la Reine dans un geste brusque. Estimant que celle-ci est malencontreusement décédée sur le coup, les deux hommes s'apprêtent à dissimuler le corps en le découpant en morceaux pour le cacher dans une malle, mais la reine retrouve alors ses esprits et repart après avoir demandé un exemplaire du selfie.
Holmes et Watson profitent de la journée pour retrouver le Dr Hart et Millicent. Holmes observe que les sentiments du Dr Hart à l'égard de Watson semblent être réels, ce qui remet en question sa théorie. Perdu, il part chercher l'aide de son frère Mycroft Holmes au Club Diogène. Celui-ci lui suggère que seul un ennemi pouvant épier ses faits et gestes quotidiens pourrait être en mesure de résister à sa science de la déduction : le cerveau du crime est donc une personne de son entourage. Holmes décide alors de réunir les principaux protagonistes de l'affaire d'une manière semblable aux conclusions des romans d'Agatha Christie et désigne Watson coupable, faisant valoir son adage selon lequel « lorsque l'on a éliminé l'impossible, ce qui reste, même improbable, est la vérité ». Malgré ses protestations, Watson est arrêté en vue d'être pendu.

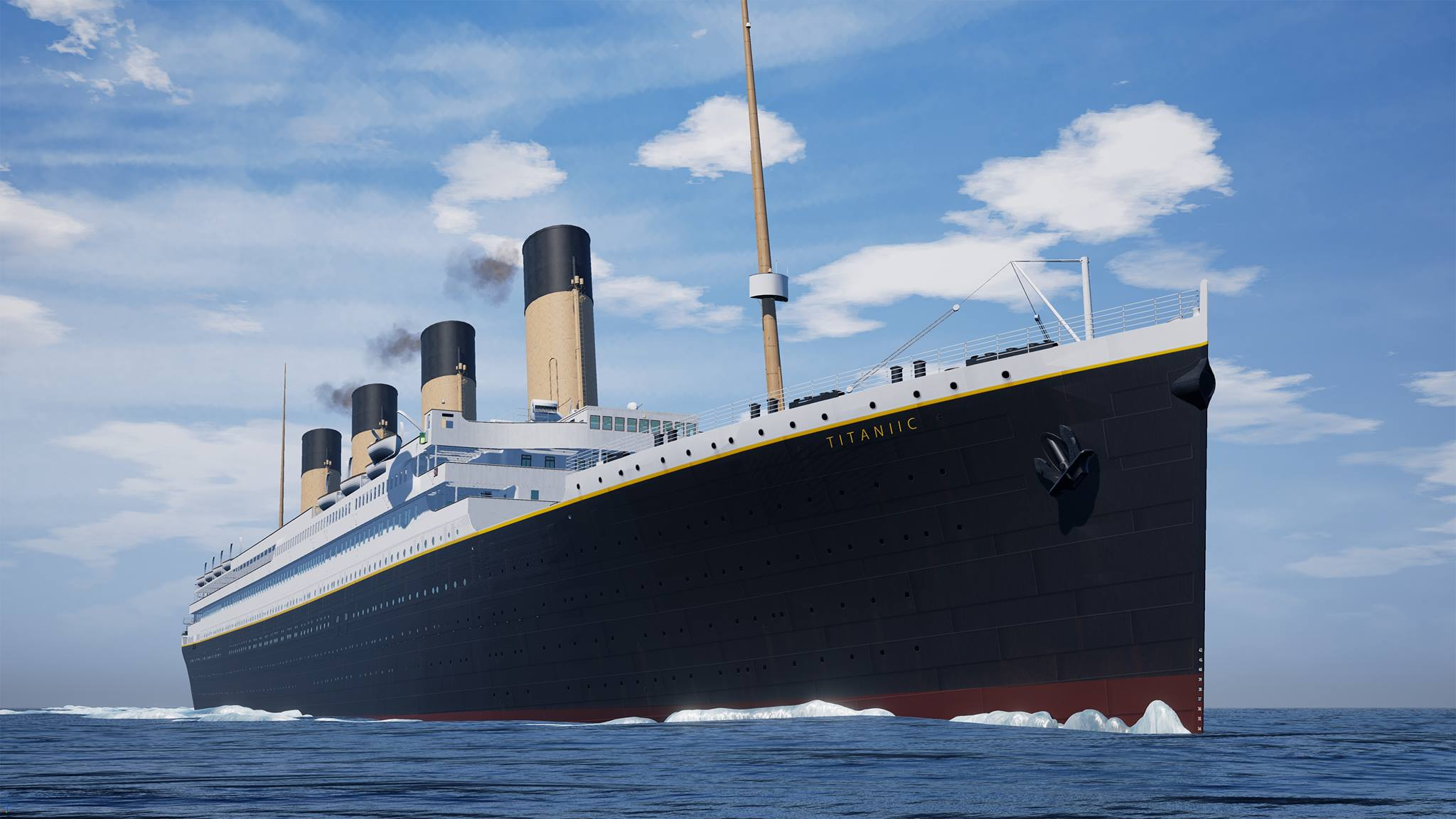
Watson parvient à sauver la reine, visée par un attentat à la bombe à bord du Titanic.

S'ensuit un bref épisode de comédie musicale au cours duquel Holmes se rend compte que Watson est innocent. Il part retrouver son acolyte devant sa cellule de prison mais découvre que celle-ci est vide et ne trouve sur place que des miettes de gâteau. Holmes comprend que Watson a été enlevé par miss Hudson, qui serait la fille de Moriarty et aurait cherché à mettre le détective en échec pour obtenir la reconnaissance de son père qu'elle n'a jamais connu. À la suite de diverses péripéties, Holmes parvient à retrouver Watson et à le libérer d'une mort certaine, puis les deux hommes montent à bord du Titanic où se trouve la Reine à l'occasion de l'inauguration du navire. Holmes déduit qu'une bombe se trouve dans le tambour d'un musicien : Watson récupère la bombe et la jette par une fenêtre. L'engin atterrit sur le quai aux pieds de miss Hudson qui meurt dans l'explosion. La reine remercie Watson de l'avoir sauvée. Le Titanic part peu après avec le Dr Hart et Millicent à son bord. De retour à Baker Street, Watson offre à Holmes sa première deerstalker et Holmes lui montre la plaque qu'il a faite installer sur la devanture du 221B pour nommer son acolyte « co-détective ». Le film se termine sur une séquence se déroulant aux États-Unis : Moriarty lit un journal annonçant le naufrage du Titanic et le sauvetage de 700 passagers par le Dr Hart. Le criminel reçoit alors un télégramme de Holmes et Watson, lui signalant qu'ils parviendront tôt ou tard à l'arrêter.

## Fiche technique
- Titre : Holmes et Watson
- Titre original : Holmes & Watson
- Réalisation : Etan Cohen
- Scénario : Etan Cohen, basé sur les personnages d’Arthur Conan Doyle
- Direction artistique : James Hambidge
- Décors : David Allday, Toby Britton, Su Whitaker et Christopher Wyatt
- Photographie : Oliver Wood
- Montage : Erik Jessen et Dean Zimmerman
- Musique : Christophe Beck
- Production : Jimmy Miller et Clayton Townsend
- Sociétés de production : Mosaic Media Group et Gary Sanchez Productions
- Sociétés de distribution : Columbia Pictures (États-Unis), Sony Pictures Releasing France (France)
- Pays d'origine :  États-Unis
- Langue originale : anglais
- Genre : comédie policière
- Durée : 90 minutes
- Dates de sortie :
  - États-Unis : 25 décembre 2018
  - France : 13 décembre 2020 (diffusion sur Canal +)

## Distribution
- Will Ferrell (VF : Maurice Decoster ; VQ : François Godin) : Sherlock Holmes
- John C. Reilly (VF : Michel Dodane ; VQ : Yves Soutière) : Dr John Watson
- Hugh Laurie (VF : Féodor Atkine ; VQ : Patrick Chouinard) : Mycroft Holmes
- Rebecca Hall (VF : Élisabeth Ventura ; VQ : Mélanie Laberge) : Dr Grace Hart
- Kelly Macdonald (VF : Julie Turin ; VQ : Violette Chauveau) : Mme Hudson
- Ralph Fiennes (VF : Bernard Gabay ; VQ : Alain Zouvi) : Pr James Moriarty
- Lauren Lapkus (VF : Maïa Liaudois) : Millie
- Pam Ferris (VF : Marie-Martine) : la Reine Victoria
- Rob Brydon (VF : Yann Guillemot) : l'inspecteur Lestrade
- Steve Coogan (VF : Jochen Haegele ; VQ : Paul Sarrasin) : Gustav Klinger
- Michael Culkin (VF : Philippe Catoire) : le juge Over
- Bella Ramsey : Flotsam
- Noah Jupe : Doxy
- Billy Zane (VF : Pierre Tessier) : Lui-même
- Braun Strowman : Brawn

version française réalisée par la société de doublage Dubbing Brothers, sous la direction artistique de Thierry Wermuth
 Source et légende : version française (VF) sur RS Doublage

## Distinctions

### Razzie Awards 2019

#### Lauréats
- Pire image	: Will Ferrell, Adam McKay, Jimmy Miller et Clayton Townsend
- Pire réalisateur :	Etan Cohen
- Pire acteur dans un second rôle	: John C. Reilly
- Pire préquelle, remake, ou suite :	Holmes et Watson

#### Nominations
- Pire acteur :	Will Ferrell
- Pire duo à l'écran : Will Ferrell et John C. Reilly